# RX J1856.5-3754
RX J1856.5-3754 (også kaldet RX J185635-375, 1ES 1853-37.9, RX J1856.4-3754, 1WGA J1856.5-3754, 1RXP J185635.1-375433, RX J1856.6-3754, 1RXS J185635.1-375433, [FS2003] 1000) er en neutronstjerne 140 parsec (ca. 450 lysår) fra jorden i stjernebilledet Sydlige Krone, hvilket gør den til den nærmeste beliggende opdagede neutronstjerne.
RX J1856 blev opdaget i 1992 og observationer fra 1996 synes at bekræfte at objektet er en neutronstjerne, som man tror opstod da dens følgesvend eksploderede i en supernova for en million år siden. RX J1856 har en masse som svarer til halvanden solmasse og en radius på kun 19 kilometer.
Oprindeligt troede man at RX J1856 lå 150-200 lysår borte, men observationer gjort med Chandra-teleskopet i år 2002 synes at indikere, at den ligger længere væk, omkring 450 lysår. Tidligere troede man at neutronstjernen havde en radius på kun cirka 6 kilometer, hvilket indebar at stjernen skulle være for lille til at kunne være en normal neutronstjerne, og den foreslogs derfor at være en kvarkstjerne. Efter nyere målinger blev radius fastslået til at være cirka 19 km, og RX J1856.5-3754 blev strøget fra listen over kvarkstjernekandidater.
RX J1856 er en af "the Magnificent Seven", en gruppe unge neutronstjerner beliggende indenfor 500 parsec fra jorden.